# إم جي موتور
إم جي موتور (بالإنجليزية: MG Motor) هي علامة تجارية للسيارات مملوكة لشركة صناعة السيارات المملوكة للدولة سايك موتور ومقرها شنغهاي. هي استمرار لعلامة إم جي الأصلية، وهي علامة تجارية بريطانية تأسست في أكسفورد بالمملكة المتحدة عام 1924. حصلت شركة سايك موتور على السيطرة على العلامة التجارية في ديسمبر 2007 من خلال الاستحواذ على شركة نانجينغ للسيارات، وهي شركة صينية أصغر استحوذت على العلامة التجارية لأول مرة من مجموعة إم جي روفر البائدة في عام 2005. تعد إم جي حالياً قسماً ضمن فرع سيارات الركاب التابع لشركة سايك.
تم تصميم وتطوير مركبات إم جي بواسطة سايك، ويتم التصنيع بشكل رئيسي في مصانع سايك في الصين. وتنتج سايك أيضّاً سيارات إم جي في تايلاند والهند وإندونيسيا للأسواق الإقليمية المعنية. قامت العلامة التجارية بتجميع السيارات لفترة وجيزة في مصنع لونجبريدج في المملكة المتحدة من عام 2007 حتى عام 2016 لسوق المملكة المتحدة، قبل التحول إلى الحصول على السيارات مباشرةً من الصين بدلاً من ذلك.
لقد تم تصنيف إم جي كعلامة تجارية رئيسية لشركة سايك على المستوى الدولي. منذ عام 2019، أصبحت إم جي أكبر مصدر للسيارات ذات العلامة التجارية الواحدة من الصين. وفي عام 2023، باعت إم جي موتور حوالي 840,000 مركبة حول العالم، وجاء 88 بالمئة من مبيعاتها من خارج الصين.
في الصين، تُعرف إم جي أيضًا باسمها الصيني (بالصينية: 名爵) (Míngjué)، وهي واحدة من العديد من العلامات التجارية لسيارات الركاب المملوكة مباشرة لشركة سايك جنباً إلى جنب مع رووي وماكسيوس (إل دي في لبعض أسواق التصدير) و رايزنج للسيارات و أي إم موتورز.

## التاريخ

### 2005-2009: باسم ناك إم جي (NAC MG)
بعد انهيار مجموعة إم جي روفر في عام 2005، استحوذت شركة نانجينغ للسيارات (NAC) على علامة إم جي ومصنع لونجبريدج وأدوات الإنتاج الخاصة به مقابل 53 مليون جنيه إسترليني (97 مليون دولار)، وتفوقت على شركة سايك موتور الأكبر حجمًا، والتي سعت أيضًا للاستحواذ. بينما تمكنت سايك من الحصول على حقوق الملكية الفكرية لطرازي روفر 75 و روفر 25، إلا أنها لم تتمكن من تأمين علامة روفر التجارية، والتي اشترتها شركة فورد من بي إم دبليو في عام 2006. في النهاية، أنشأت سايك العلامة التجارية رووي لإنتاج وتسويق سيارات روفر السابقة في الصين.

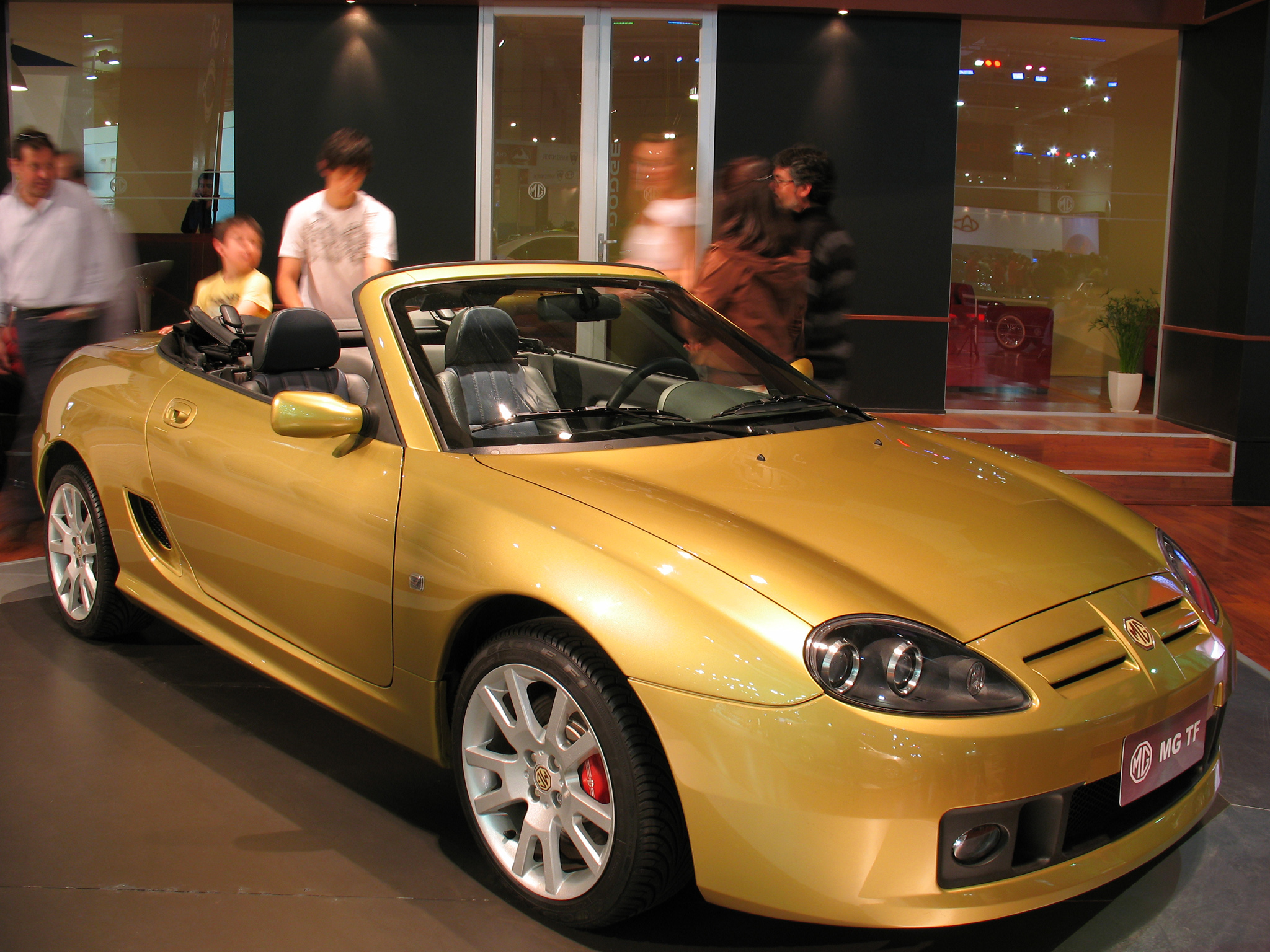
سيارة إم جي تي إف موديل 2007، تم إنتاجها في نانجينغ، الصين.

قامت ناك (NAC) رسميًا بتأسيس ناك إم جي المملكة المتحدة المحدودة لتكون الشركة القابضة في المملكة المتحدة للمصنع والعلامة التجارية في 12 أبريل 2006. تم استئناف إنتاج مركبات إم جي مثل إم جي تي إف و إم جي 3 وإم جي 7 في الصين في 27 مارس 2007 في منشأة ناك في نانجينغ. في مصنع لونجبريدج، تم استئناف إنتاج إم جي تي إف إل إي 500 وإم جي تي إف 135 وإم جي تي إف الذكرى السنوية الـ 85 في أغسطس 2008.
في 26 ديسمبر 2007، اندمجت ناك في سايك. وشهد الاندماج حصول سايك على السيطرة الكاملة على ناك إم جي، في حين استحوذت ناك على حصة 15 بالمائة في سايك. أدى الاستحواذ إلى حل مشكلة سايك المتعلقة باختناق إنتاج رووي بسبب ملكية ناك لحقوق إنتاج محرك روفر، إلى جانب تقنيات أخرى. في أوائل عام 2009، تم تغيير اسم ناك إم جي المملكة المتحدة المحدودة إلى إم جي موتور المملكة المتحدة المحدودة، وأصبحت شركة المبيعات الوطنية لسوق المملكة المتحدة.

### 2007 إلى الوقت الحاضر: تحت سايك موتور

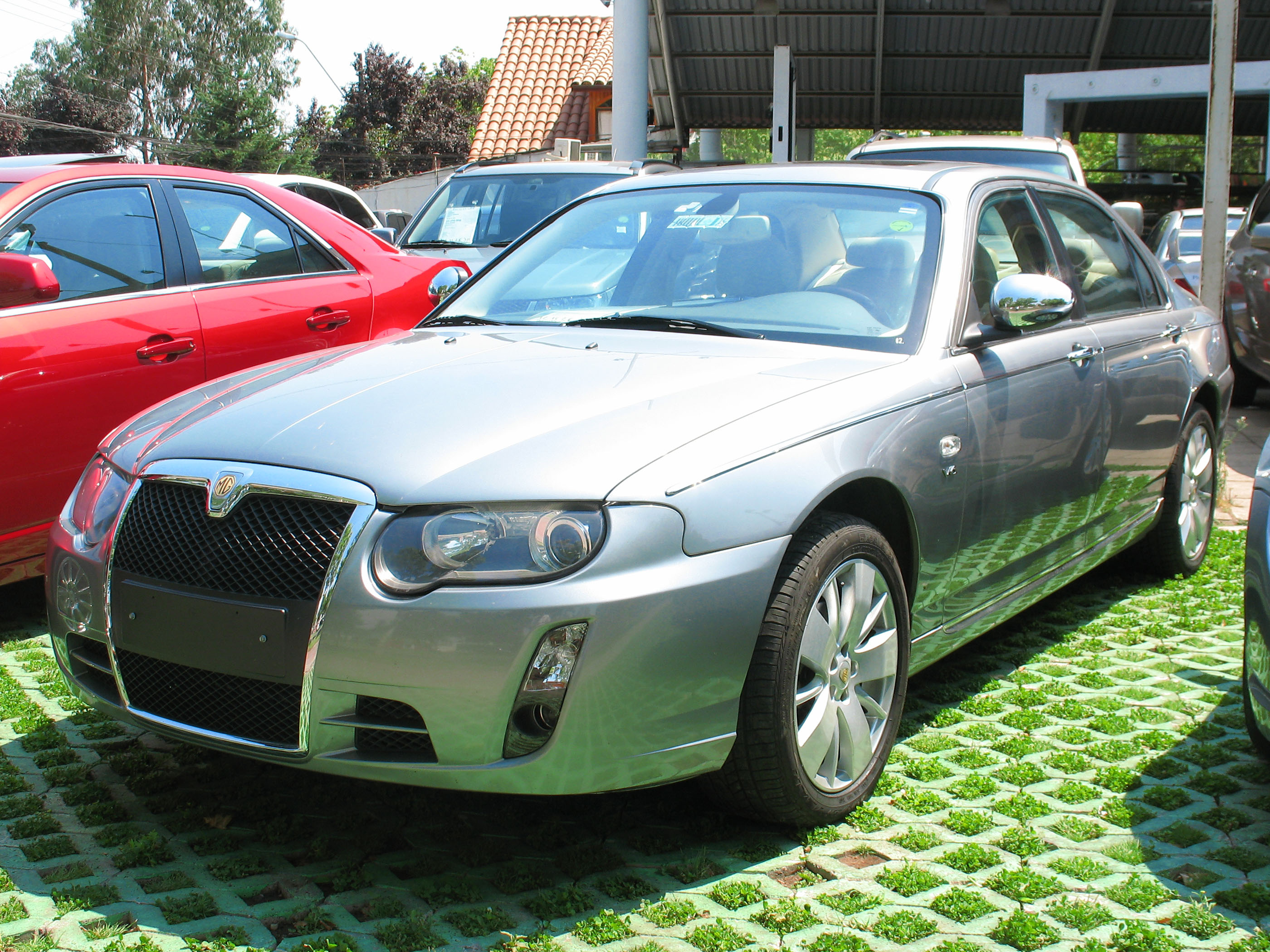
2010 إم جي 750 في تشيلي.

في أكتوبر 2008، بدأت سايك في تصدير طائرات رووي 750 و 550 التي تحمل شارات إم جي إلى تشيلي باسم إم جي 750 وإم جي 550 على التوالي. وأكدت الشركة أنه بالمقارنة مع العلامة التجارية رووي الخاصة بشركة سايك، تتمتع علامة إم جي التجارية "بالشعبية والولاء والتميز" لدخول أسواق التصدير، بما في ذلك أوروبا.
في عام 2011، أعلنت سايك وجنرال موتورز ، وهما شريكان في مشروع مشترك في الصين، عن شراكة لتطوير عائلة محركات بنزين جديدة تسمى إس جي إي، والتي تشمل 1.0 و1.2 و1.4 و1.5 لتر، وجميعها مزودة بشاحن توربيني. تُستخدم عائلة المحرك في العديد من موديلات إم جي.
تم إطلاق أول طراز جديد كليًا يحمل علامة إم جي منذ 16 عامًا، ام جي 6، رسميًا في 26 يونيو 2011 أثناء زيارة رئيس الوزراء الصيني وين جياباو لمصنع إم جي موتور لونجبريدج.
وبحلول مارس 2012، كانت شركة سايك قد استثمرت ما مجموعه 450 مليون جنيه إسترليني في شركة إم جي موتور. بعد معاينتها على أنها السيارة النموذجية إم جي زيرو في أبريل 2010، تم طرح إم جي 3 للبيع في المملكة المتحدة في سبتمبر 2013.
في 23 سبتمبر 2016، أعلنت شركة إم جي موتور أن جميع عمليات إنتاج السيارات قد توقفت في مصنع لونجبريدج. وأثر الإغلاق على 25 وظيفة في مصنع التجميع، في حين لم تتأثر أقسام المبيعات والتسويق وما بعد البيع الموجودة في مجمع لونجبريدج. تشير الشركة إلى "تحسين كفاءات حجم الإنتاج" كسبب لإغلاق المصنع، ووعدت بأن الإنتاج في الصين "سيسمح بالوصول بشكل أسرع إلى المنتج ويساعد على تلبية طلب العملاء المتزايد باستمرار". منذ ذلك الحين، تم استيراد سيارات إم جي من الصين إلى المملكة المتحدة.
وفي ديسمبر 2017، افتتحت الشركة أول مصنع لها في الخارج خارج الصين في المملكة المتحدة في تشونبوري، تايلاند. وهو مشروع مشترك بين سايك و شاروين بوكفاند، وهي شركة تايلاندية متكتلة. ويبلغ إجمالي الطاقة الإنتاجية للمصنع 100 ألف وحدة سنويا.
وفي عام 2018، افتتحت سايك ديزاين استوديو تصميم متطور جديد في لندن، والذي يتعامل مع التصميم المتقدم لمركبات إم جي و رووي.
أصبحت سيارات إم جي متاحة في بقية أنحاء أوروبا منذ أواخر عام 2019 مع إطلاق زد إس إي في في المنطقة. أنشأت شركة سايك موتور عملياتها في أمستردام بهولندا للإشراف على أنشطة المبيعات في المنطقة.

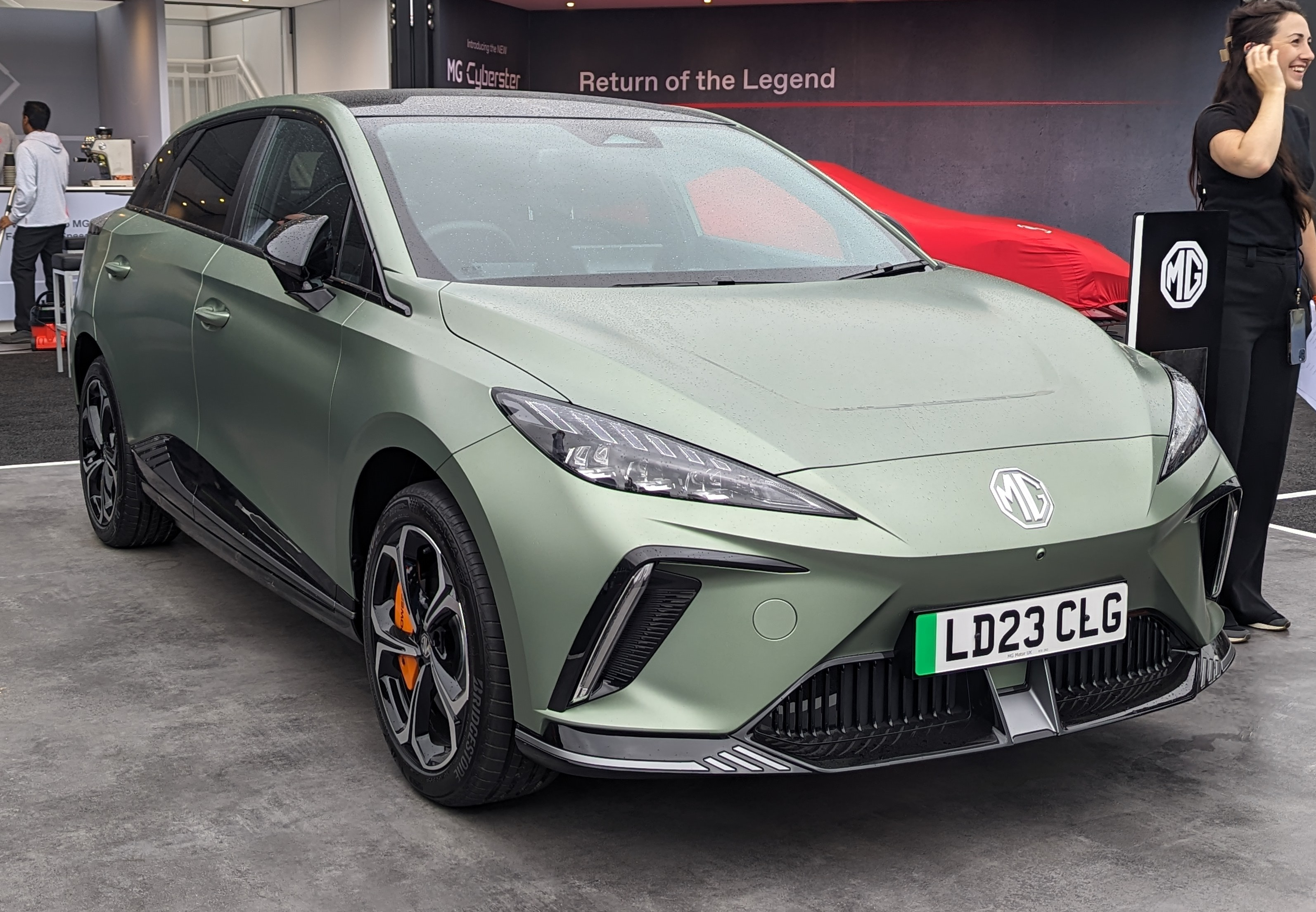
2023 إم جي 4 إي في إكس باور

خلال عقد 2020، شهدت إم جي زيادة كبيرة في مبيعاتها في المملكة المتحدة وأوروبا. وكان هذا النمو مدفوعًا في المقام الأول بتوسيع شبكة وكلائها وإدخال العديد من نماذج السيارات الكهربائية الجديدة. بين عامي 2020 و2023، كانت إم جي واحدة من أسرع العلامات التجارية نموًا في المملكة المتحدة وأوروبا، حيث سجلت نموًا وسط جائحة كوفيد-19، حيث شهدت العديد من العلامات التجارية الأخرى انخفاضًا في المبيعات. كما تضاعفت مبيعات سيارات إم جي في أستراليا أربع مرات بين عامي 2020 و2023 بسبب أسعارها الجذابة. ساهمت سيارة إم جي 4 إي في ، وهي أول سيارة كهربائية مطورة بالكامل من إم جي والتي تم إطلاقها في عام 2022، بشكل كبير في دفع نمو مبيعات إم جي وحظيت بإشادة واسعة النطاق من الصحافة.

## المنتجات

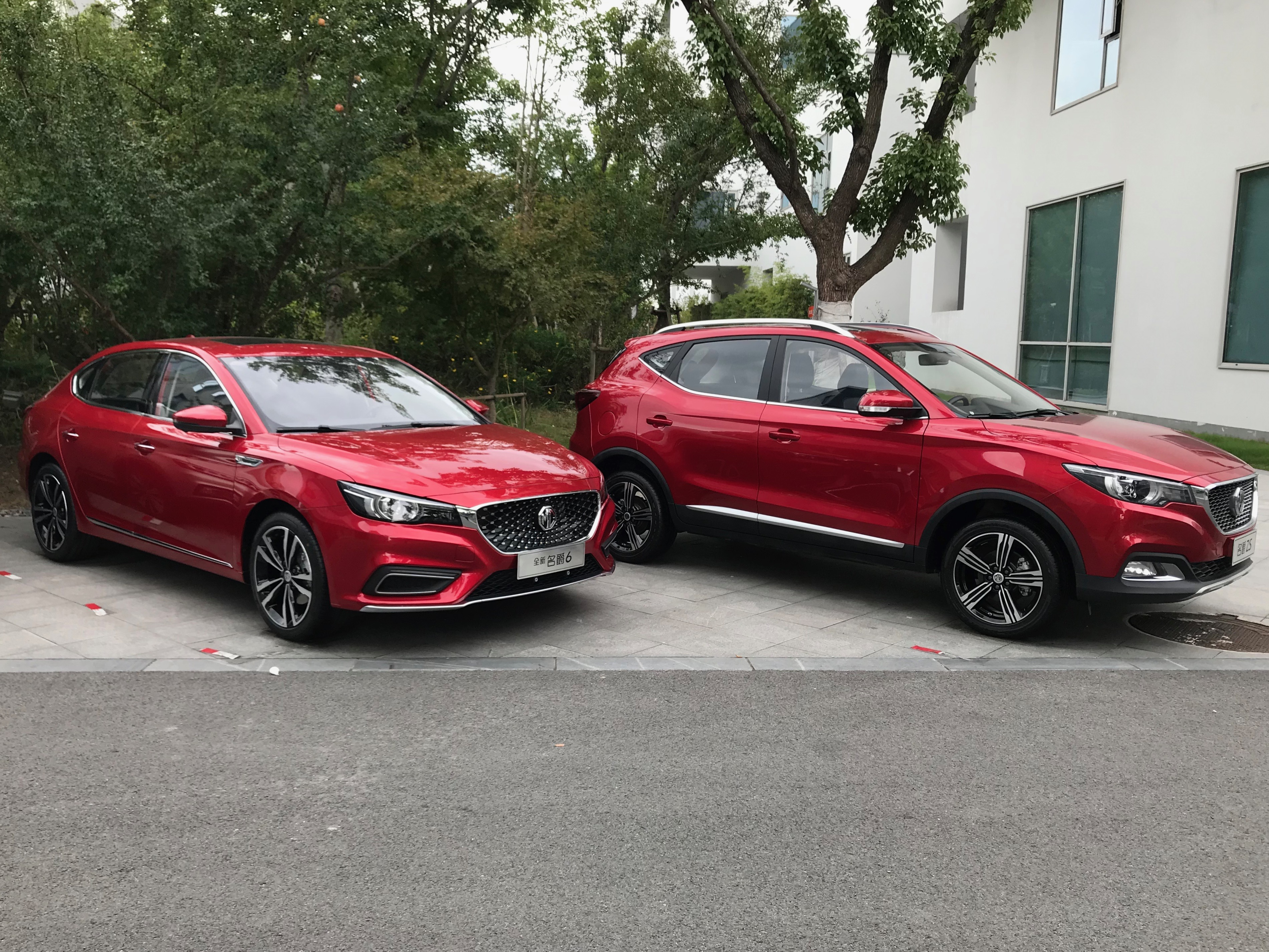
2017 إم جي 6 و إم جي زد إس معروضة.

تتألف منتجات إم جي موتور الأولية من سيارات إم جي روفر المحدثة، مثل إم جي تي إف ، والجيل الأول من إم جي 3 والجيل الأول من إم جي 7. بدأت شركة إم جي موتور بإطلاق مركبات جديدة في عام 2011، بدءاً من طراز إم جي 6 ثم الجيل الثاني من طراز إم جي 3 . تقوم إم جي أيضًا بتسويق المركبات المعاد تسميتها من الشركة الأم سايك موتور مثل رووي وماكسيوس، إلى جانب المركبات المخصصة لعلامة إم جي التجارية.
بدأت شركة إم جي موتور بإنتاج المركبات في الهند منذ عام 2019، حيث يتم الحصول على بعض المنتجات من الشركة الشقيقة سايك-جي إم-وولينج. منتجات مثل إم جي هيكتور و إم جي كوميت إي في متوفرة حصريًا للهند. كما قدمت العلامة أيضًا مركبات تجارية لتايلاند فقط، مثل إم جي في 80 وإم جي إكستيندار التي يتم الحصول عليها من ماكسوس.
في معرض شنغهاي للسيارات في أبريل 2013، عرضت إم جي سيارة مفهوم تستعرض أول طراز لها من سيارات الدفع الرباعي، إم جي جي إس. تم طرح النسخة الإنتاجية من جي إس للبيع في الصين في مارس 2015. تم طرح جي إس للبيع في المملكة المتحدة في يونيو 2016. تابعت شركة إم جي موتور إطلاق سيارة جي إس بسيارة دفع رباعي أصغر حجمًا، وهي زد إس ، والتي أصبحت طراز إم جي الأكثر شعبية على مستوى العالم. في عام 2018، تم استبدال جي إس بـ إم جي إتش أس.
أول سيارة كهربائية إنتاجية من إم جي هي إي زد سي (زد إس إي في خارج الصين)، والتي تم الإعلان عنها في معرض قوانغتشو للسيارات 2018 في نوفمبر. استنادًا إلى السيارة زد إس إس يو في، أصبحت السيارة متاحة في أسواق التصدير مثل المملكة المتحدة وأوروبا باسم إم جي زد إس إي في منذ عام 2019. تبعت زد إس إي في سيارة إم جي 5 إس دبليو إي في (التي أعيدت تسميتها روي إي أي 5)، والتي تم طرحها للبيع في المملكة المتحدة في سبتمبر 2020 وفي تايلاند في نوفمبر 2020 (باسم إم جي إي بي). وقد ساعدت إم جي 4 إي في، التي تم طرحها في يوليو 2022، إم جي على زيادة مبيعاتها في أوروبا بشكل ملحوظ. هذا النموذج عبارة عن سيارة هاتشباك من الفئة سي تركز على أوروبا مع منصة مخصصة للسيارات الكهربائية تسمى المنصة القابلة للتطوير المعياري (إم إس بي). في عام 2023، قدمت إم جي سيارة كهربائية أخرى وأول سيارة رودستر لها، وهي سايبرستر، والتي تم طرحها للبيع في عام 2024.
منتج إم جي موتور الأكثر شعبية في الأسواق الدولية هو إم جي زد إس. وهي واحدة من أكثر السيارات تصديرًا من الصين، حيث تم تصدير 201,874 وحدة من الصين إلى الأسواق العالمية في عام 2023، ولا يشمل ذلك سيارة إم جي زد إس إي في التي تم تصدير 49,418 وحدة منها.
بلغ إجمالي المبيعات التراكمية لسيارة زد إس منذ طرحها في الأسواق 999,612 وحدة حتى ديسمبر 2023.

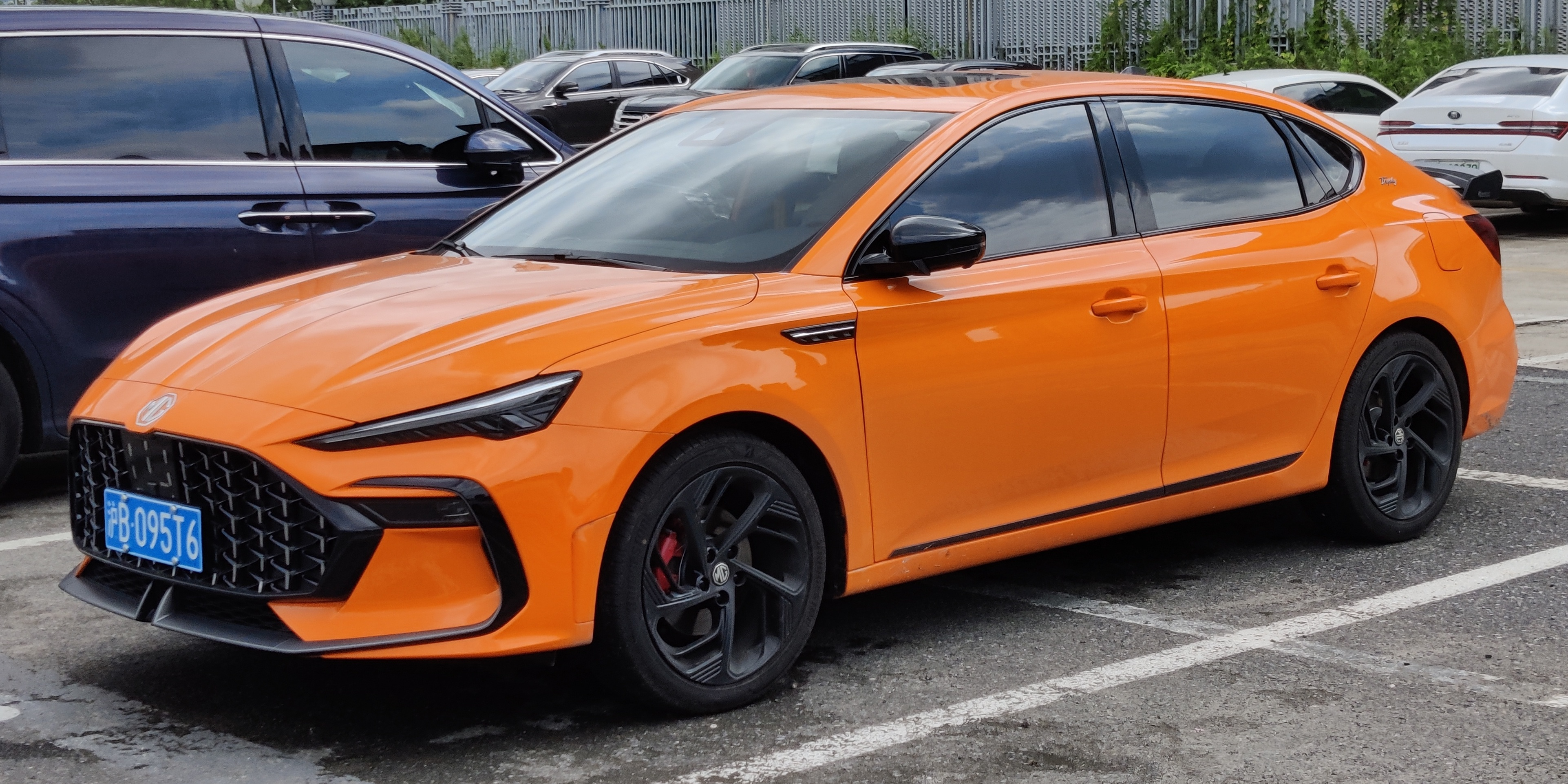
إم جي 6 برو

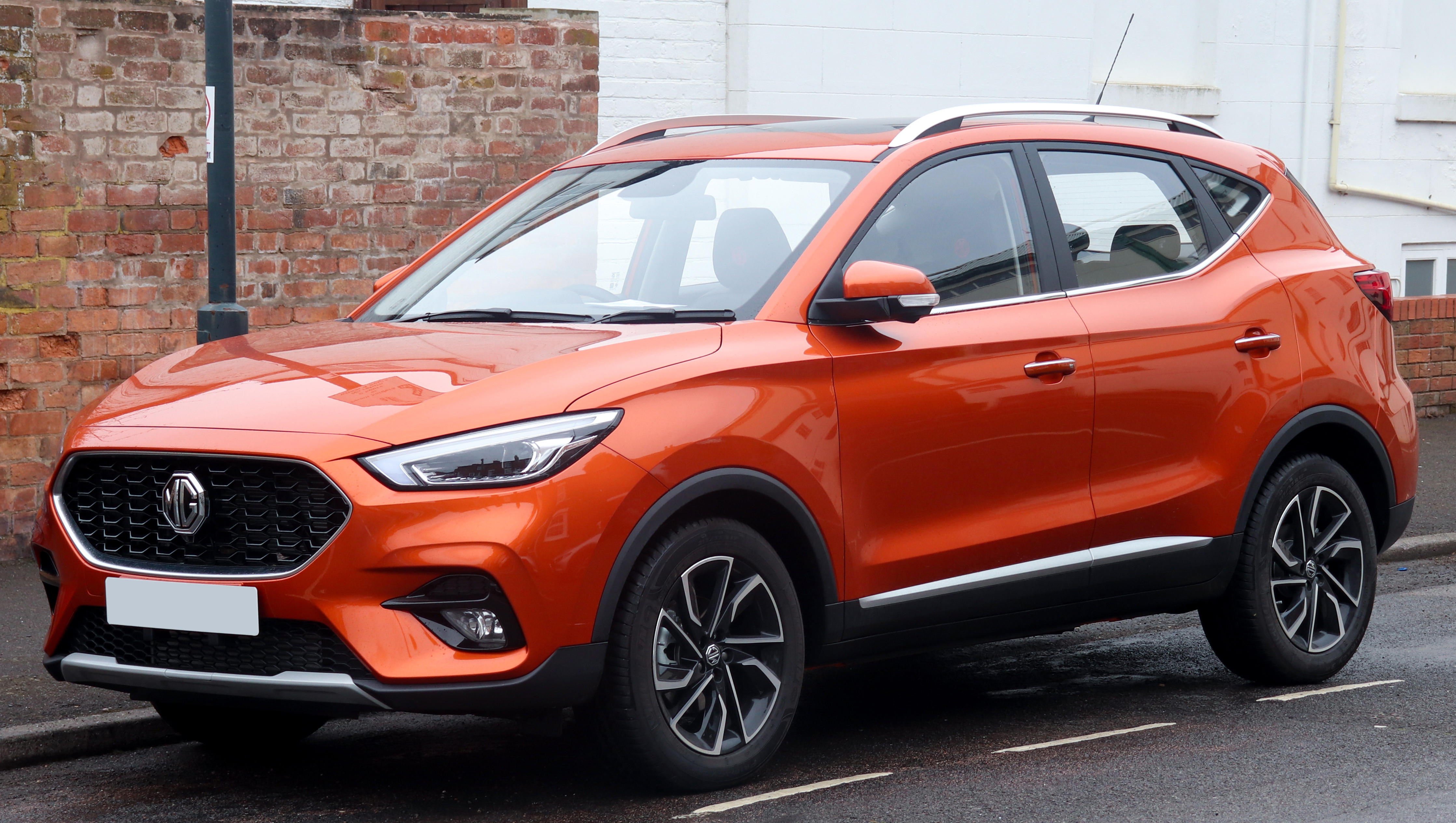
إم جي زد إس

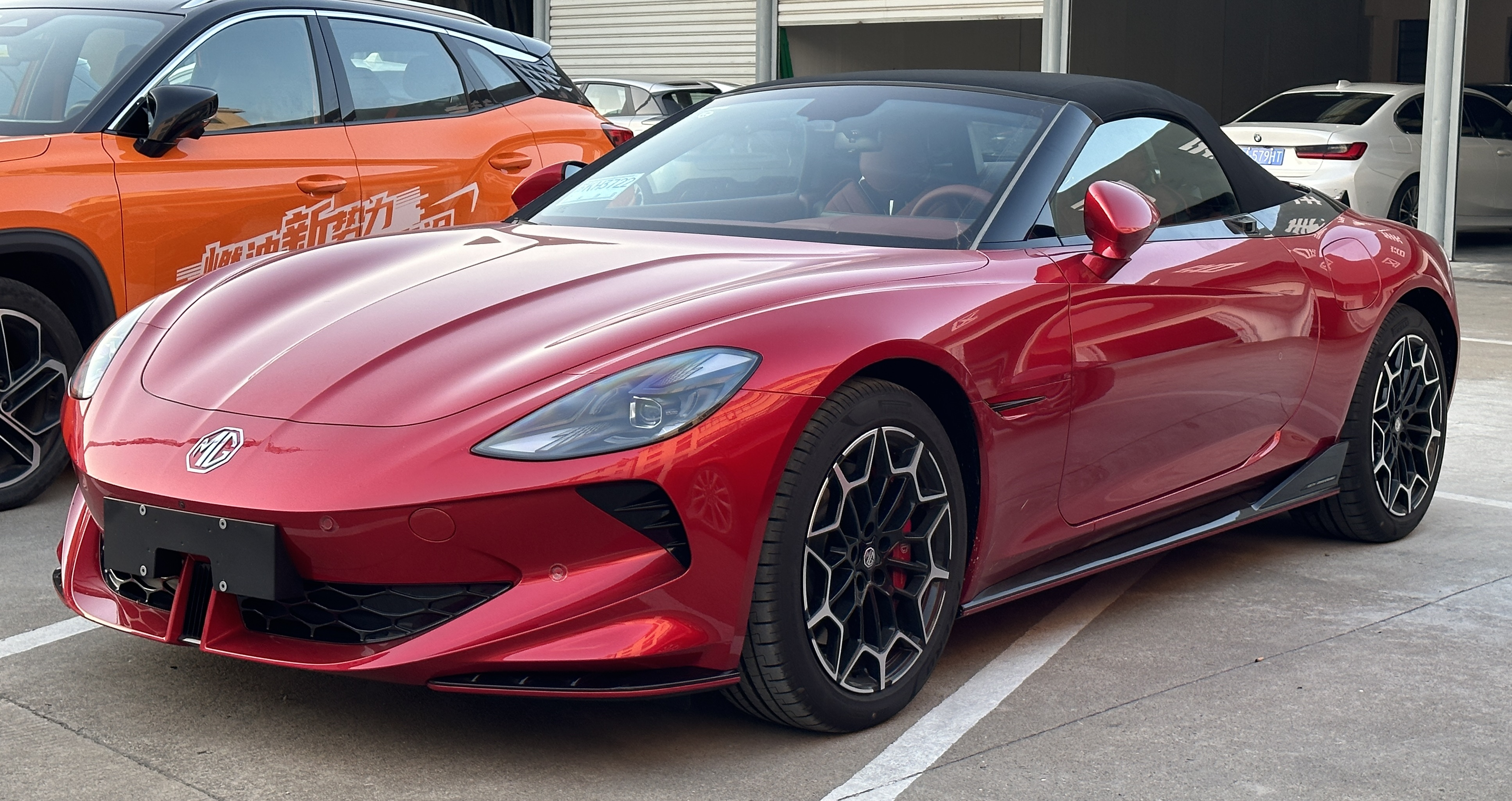
إم جي سايبرستر

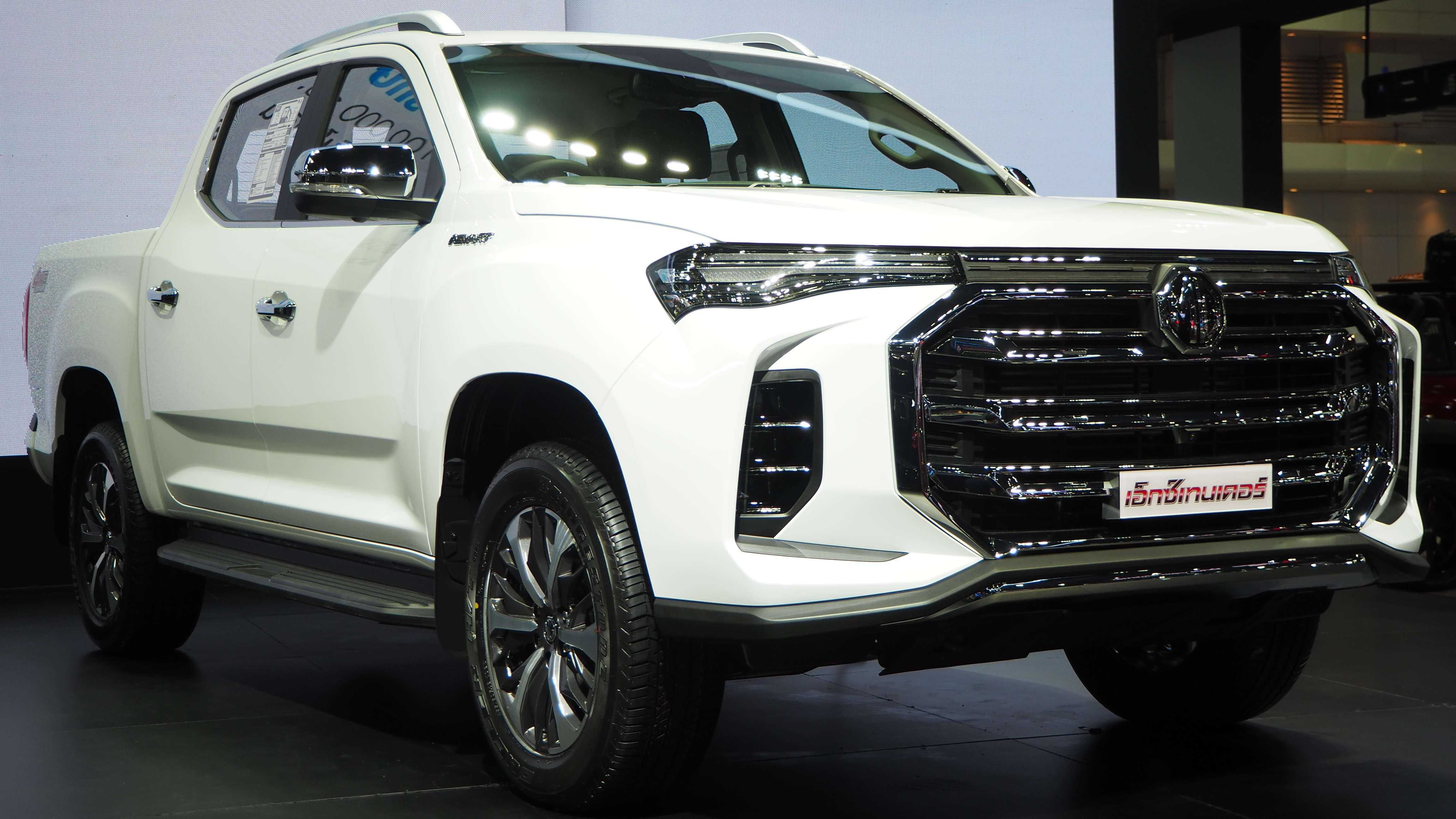
إم جي إكستيندار، المعاد تسمية إلى ماكسوس تي60/تي70

اعتبارًا من ديسمبر 2023.

## التشغيل

### التطوير

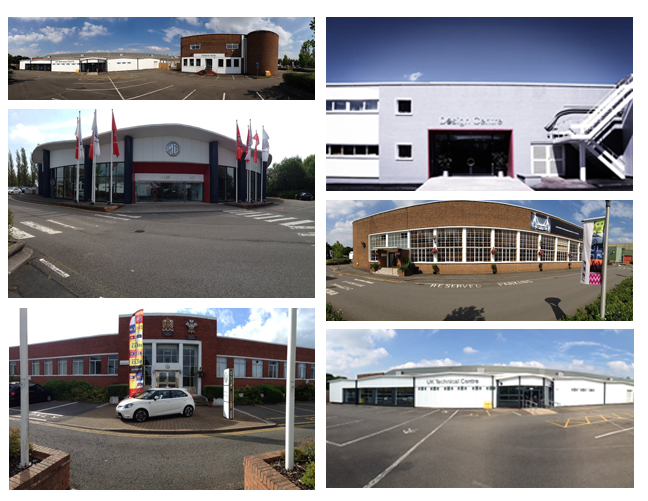
المقر الرئيسي لشركة إم جي موتور في المملكة المتحدة – مركز سايك للتقنية والتصميم في المملكة المتحدة

تم تصميم سيارات إم جي موتور من قبل شركة سايك في منشأة لونجبريدج في برمنغهام، المملكة المتحدة. كانت لونجبريدج في السابق موطنًا لأوستن، وليلاند البريطانية، ومجموعة روفر، ولاحقًا مجموعة إم جي روفر. في الوقت الحالي، تتم معظم عمليات التصميم والتطوير والبحث والتطوير في الصين بواسطة المقر الرئيسي للابتكار في مجال البحث والتطوير في سايك موتور (إس أر أي إتش).
تم الاحتفاظ بمنشأة لونجبريدج كقاعدة للمركز الفني سايك للسيارات في المملكة المتحدة (إس إم تي سي)، الذي كان له مساهمة كبيرة في التصميم والهندسة في منتجات سايك على مستوى العالم. وظفت شركة إي إم تي سي ذات مرة حوالي 500 شخص في ذروتها. قلصت سايك تواجدها في لونجبريدج في عام 2019 مع تقليص حجم المركز الفني الكبير إلى 20 موظفًا ونقله إلى لندن. كانت المنشأة تستخدم لاستضافة استوديو التصميم، قبل الانتقال إلى لندن.
سايك ديزاين المتقدم لندن في لندن، المملكة المتحدة في طريق مارليبون خلفت استوديو تصميم لونجبريدج. بقيادة كارل جوثام وروبرت ليمينز مع 20 موظفًا، أجرى الاستوديو بعض أعمال التصميم الرئيسية لمركبات إم جي ويعمل جنبًا إلى جنب مع الاستوديوهات الأخرى للشركة المصنعة للسيارات لدعم تصميمات المنتجات المستقبلية للعلامات التجارية بما في ذلك إم جي و رووي ورايزنج للسيارات.
تم تطوير بعض موديلات إم جي خاصة في الهند بواسطة سايك-جي إم-وولينج ، وهو مشروع مشترك تملك شركة سايك أغلبيته.

### الإنتاج

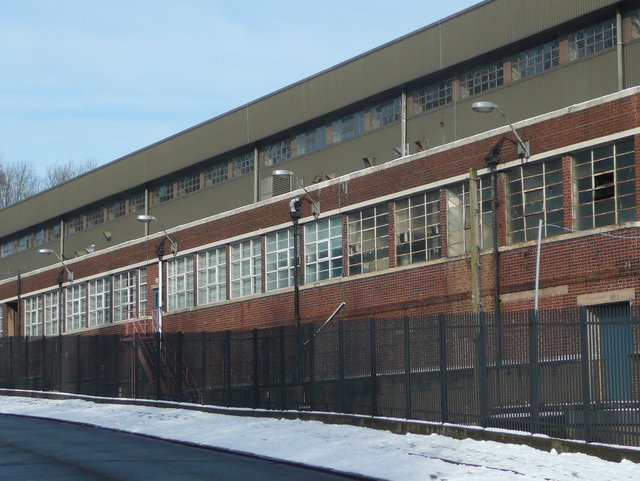
مصنع لونجبريدج، 2009

بعد انهيار إم جي روفر، استأنفت شركة نانجينغ للسيارات (NAC) الإنتاج في مصنع لونجبريدج في عام 2008. استخدمت ناك لونجبريدج لإنتاج إم جي تي في، والتي أعادوا تطويرها بشكل طفيف. استحوذت شركة سايك على ملكية العلامة التجارية إم جي، ومنذ عام 2010 فصاعدًا، تم إنتاج إم جي 6 في الصين. اعتبارًا من 13 أبريل 2011، بدأت شركة إم جي موتور بإنتاج سيارة إم جي 6 في لونجبريدج. منذ عام 2013، شهدت إم جي 3 أيضًا بعض عمليات التجميع النهائية المحدودة في نفس المصنع. تم تقليل النشاط في لونجبريدج تدريجيًا لاحقًا. في سبتمبر 2016، أنهت شركة إم جي موتور الإنتاج في منشأة لونجبريدج، حيث أشار ماثيو تشيني، رئيس المبيعات والتسويق في إم جي موتور المملكة المتحدة، إلى أن "نقل الإنتاج إلى الخارج كان قرارًا تجاريًا ضروريًا". ادعى Cheyne أن الشركة "لم تقم بإنتاج فعلي هناك"، حيث قام العمال فقط بإجراء الحد الأدنى من الإضافات للنماذج الثلاثة، إم جي 3 وإم جي 6 و إم جي جي إس التي جاءت كمجموعة قطع مفككة. تم الاستغناء عن 25 موظفًا نتيجة لهذه الخطوة وانتقل موظفون آخرون إلى مناطق مختلفة. كان هذا بمثابة نهاية إنتاج إم جي في المملكة المتحدة، وتم نقل الإنتاج بالكامل إلى الصين.
في ديسمبر 2017، افتتحت إم جي موتور أول مصنع لها خارج الصين في المملكة المتحدة في تشونبوري، تايلاند. تم إنشاء المصنع وتشغيله من خلال مشروع مشترك بين شركة سايك موتور وشركة شاروين بوكفاند، وهي شركة تايلاندية عملاقة. ويبلغ إجمالي الطاقة الإنتاجية للمصنع 100 ألف وحدة سنويا. حل المصنع الجديد محل مصنع قديم يقع في رايونج تم استخدامه منذ عام 2014، والذي تبلغ طاقته الإنتاجية السنوية 50000 وحدة وتم إغلاقه منذ ذلك الحين. وفي عام 2022، صدرت المنشأة 6684 مركبة إلى فيتنام وإندونيسيا.
في عام 2019، افتتحت سايك موتور مصنعها الرابع في الصين الواقع في نينغده، فوجيان ، والذي يستخدم بشكل أساسي لإنتاج وتصدير سيارات إم جي. وهو المصنع الرابع لشركة سايك في الصين، بعد مصانعها في شنغهاي ونانجينغ وتشنغتشو. المصنع الذي تبلغ تكلفته 5 مليارات يوان (702 مليون دولار) قادر على إنتاج ما يصل إلى 240 ألف مركبة سنويًا بكامل طاقته، مما يزيد الطاقة الإنتاجية السنوية لشركة سايك في الصين من 740 ألفًا إلى 980 ألف مركبة. وكانت السيارة الأولى التي تم إنتاجها في المصنع هي النسخة الهجينة من إم جي إتش أس.

### التسويق

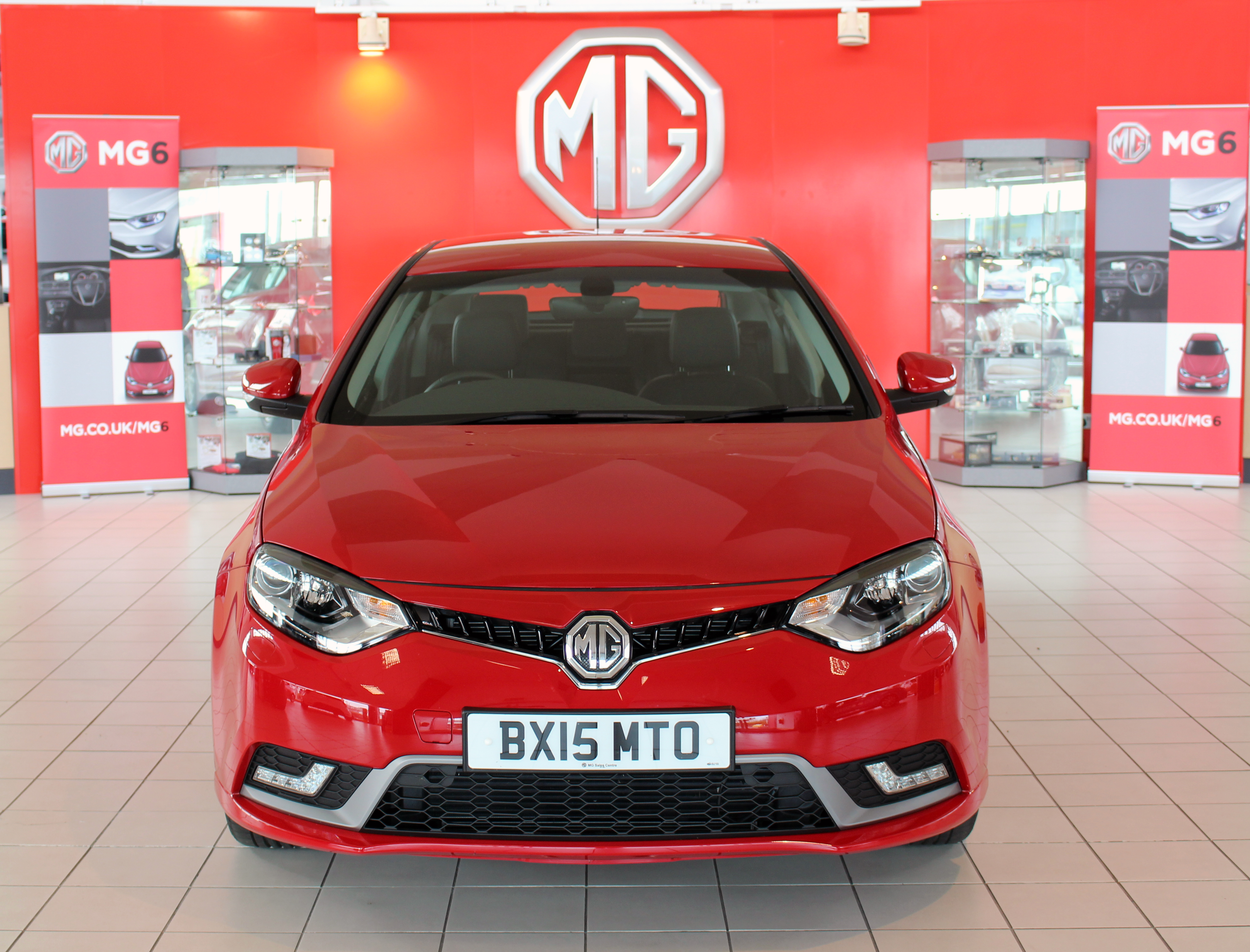
إم جي 6 2015 في وكالة في المملكة المتحدة.

في معظم الأسواق خارج المملكة المتحدة وأوروبا، يتم تجهيز سيارات إم جي  بشعار "بريت ديناميات"، كجزء من الحملة التسويقية "بريت ديناميات" التي تسلط الضوء على الهندسة والتصميم وسلوك القيادة "البريطانية".
اعتبارًا من عام 2016، أصبحت إم جي شريكًا في رعاية نادي ليفربول لكرة القدم في البداية كانت شراكة إقليمية للسوق الصينية، منذ يوليو 2019، قامت إم جي بتوسيع علاقتها الإقليمية طويلة الأمد لتشمل الأسواق العالمية. وانتهت الشراكة في منتصف عام 2022. في يناير 2024، أعلنت شركة إم جي موتور المملكة المتحدة عن رعاية متعددة السنوات مع نادي أرسنال لكرة القدم اللندني في السابق، قامت إم جي موتور سابقًا برعاية بطولة كوبا سود أمريكانا، وهي مسابقة الأندية القارية الثانوية في أمريكا الجنوبية، بالإضافة إلى نادي أولمبيك ليون الفرنسي لكرة القدم.

## الأسواق
| أكبر 10 أسواق لشركة إم جي موتور، 2023 | أكبر 10 أسواق لشركة إم جي موتور، 2023 | أكبر 10 أسواق لشركة إم جي موتور، 2023 |
| المرتبة                               | الموقع                                | مبيعات المركبة                        |
| ------------------------------------- | ------------------------------------- | ------------------------------------- |
| 1                                     | الصين                                 | 99,441                                |
| 2                                     | المملكة المتحدة                       | 81,289                                |
| 3                                     | المكسيك                               | 60,128                                |
| 4                                     | أستراليا                              | 58,346                                |
| 5                                     | الهند                                 | 49,229                                |
| 6                                     | فرنسا                                 | 33,374                                |
| 7                                     | ايطاليا                               | 30,254                                |
| 8                                     | تايلاند                               | 29,176                                |
| 9                                     | إسبانيا                               | 29,048                                |
| 10                                    | ألمانيا                               | 21,230                                |

### أستراليا
بدأت شركة إم جي موتور ببيع السيارات في أستراليا منذ عام 2013 من خلال عملية مباشرة مدعومة من المصنع، بدلاً من العملية التي يقودها الموزع المحلي. بين عامي 2013 و2016، باعت العلامة التجارية طرازًا واحدًا، وهو إم جي 6، مع انضمام إم جي 3 وإم جي 6 وجي إس في عام 2016. في البلاد، انتقلت العلامة التجارية من بيع 600 سيارة فقط في عام 2017 إلى 58,346 وحدة في عام 2023، لتصبح العلامة التجارية السابعة الأكثر مبيعًا في أستراليا. تُعزى شعبية العلامة التجارية في البلاد على نطاق واسع إلى أسعارها التنافسية.

### أوروبا (البر الرئيسي)
بدأت شركة إم جي موتور عمليات مبيعاتها في البر الرئيسي لأوروبا في أواخر عام 2019 بشكل منفصل عن عملياتها في المملكة المتحدة، عندما أنشأت الشركة سايك موتور أوروبا بي في ومقرًا أوروبيًا في هولندا. وفي هولندا، بدأت "إم جي" في بيع سيارة "زد إس إي في" في أواخر عام 2019، وتبيع أيضًا موديلاتها من خلال منافذ مجموعة ونإكسبرس للمفروشات المنزلية. في فبراير 2020، دخلت إم جي النرويج، التي تتمتع بسوق ناضج للسيارات الكهربائية. وفي وقت لاحق من ذلك العام، توسعت إم جي لتشمل النمسا وبلجيكا والدنمارك وفرنسا وأيسلندا ولوكسمبورغ. وفي عام 2021، دخلت إم جي إلى ألمانيا وإيطاليا وإسبانيا والسويد والبرتغال. في نوفمبر 2022، قامت إم جي موتور بدمج عملياتها في أوروبا والمملكة المتحدة في شركة واحدة.

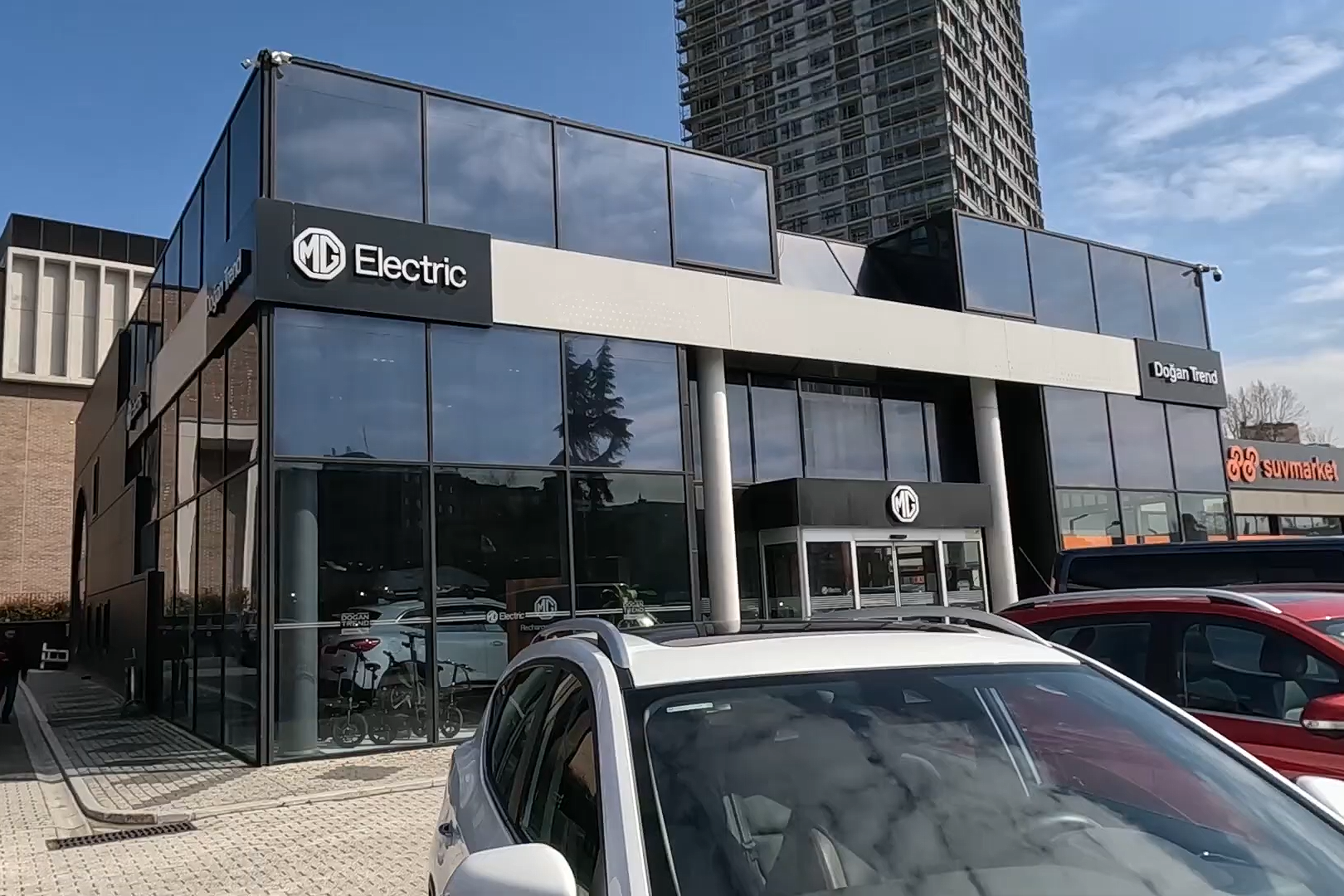
وكيل شركة إم جي الكهربائية في إسطنبول، تركيا

خلال النصف الأول من عام 2023، تعد إم جي وتيسلا علامتين تجاريتين تتمتعان بأكبر نمو في أوروبا. وفقًا لشركة ديناميات جاتو، سجلت العلامة التجارية 104.300 مركبة في النصف الأول من عام 2023، بنمو قدره 128 بالمائة مقارنة بالنصف الأول من عام 2022. وتعزى الزيادة في المبيعات إلى طرح إم جي 4 إي في الشهيرة. تعتبر السيارات الكهربائية من نقاط قوة إم جي موتور في السوق، حيث على عكس الشركات المصنعة الأخرى، فإن سايك غير مقيدة بإمدادات بطارية الجر وحجم الإنتاج.
في يوليو 2023، صرح يو دي، المدير العام لقسم الأعمال الدولية في سايك، أن سوق أوروبا سيكون أكبر سوق خارجي لشركة سايك، حيث من المتوقع أن تتجاوز مبيعات السيارات السنوية 200000 وحدة على المدى الطويل. وأشارت الشركة إلى أنها تدرس خططاً لإنشاء قاعدة تصنيعية في أوروبا.

### الهند

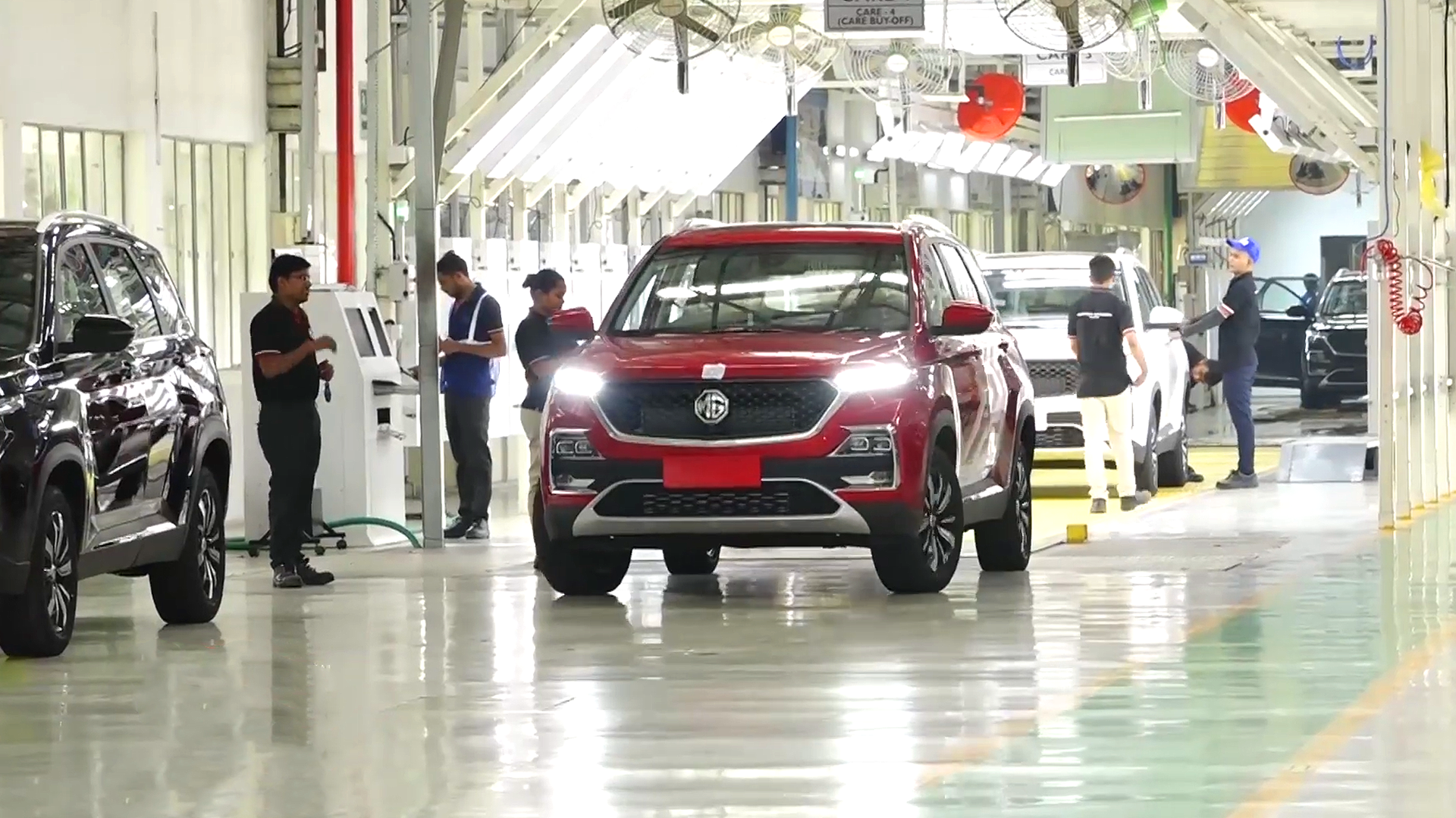
سيارة إم جي هيكتور تنطلق من مصنع الإنتاج في مصنع إم جي موتور الهند في هالول، جوجارات

يتم تصنيع وتوزيع المركبات التي تحمل علامة إم جي من قبل إم جي موتور الهند، وهي شركة تابعة لسايك موتور، والتي تأسست في عام 2017 وبدأت عملياتها في عام 2019. استحوذت الشركة على منشأة جنرال موتورز السابقة في هالول بولاية غوجارات. إنها المنطقة الوحيدة التي استحوذت فيها إم جي على نماذج من سايك-جي إم-وولينج ، مثل إم جي هيكتور وإم جي كوميت إي في والتي أعيدت تسميتها باوجون 530 و ولينغ إير إي في على التوالي.
في نوفمبر 2023، دخلت الشركة في مشروع مشترك استراتيجي مع مجموعة جيه أس دبليو ، مما سمح للأخيرة بالاستحواذ على 35% في الشركة بسبب القيود التي فرضتها الحكومة الهندية على تلقي التمويل من الصين. بعد عملية الارتباط، تمت إعادة تسمية الشركة إلى جيه إس دبليو إم جي موتور الهند.

### المكسيك
دخلت إم جي موتور السوق المكسيكية في أواخر عام 2020. ومن أكتوبر 2020 إلى أبريل 2021، افتتحت العلامة التجارية 34 وكيلًا في الدولة وباعت أكثر من 2000 مركبة. وفي عام 2023، باعت العلامة التجارية 60,128 وحدة في الدولة، وهو ما يمثل زيادة بنسبة 25 بالمئة مقارنة بعام 2022. وفي ذلك العام، أصبحت إم جي العلامة التجارية الثامنة الأكثر مبيعًا في المكسيك بحصة سوقية تبلغ 4.4 بالمائة.

### الشرق الأوسط
يتم استيراد وتوزيع سيارات إم جي المباعة رسميًا في أسواق دول مجلس التعاون الخليجي من قبل شركة أوتو كلاس للسيارات في قطر، وإنتر الإمارات للسيارات في الإمارات العربية المتحدة، والزياني للسيارات في البحرين، وجياد الحديثة للسيارات في المملكة العربية السعودية، ومحسن حيدر درويش من عُمان، وعادل الغانم للسيارات في الكويت.

### باكستان
يتم تجميع سيارات إم جي وتوزيعها في باكستان من قبل شركة إم جي جيه دبليو للسيارات باكستان، وهي جزء من شركة جيه دبليو أوتو بارك المحلية، المملوكة لرجل الأعمال المحلي جاويد أفريدي. وفي عام 2020، قدمت ثلاث سيارات رباعية الدفع في باكستان، وهي إم جي إتش أس وزد إس وزد إس إي في. أنشأت الشركة مصنع تجميع في ريويند، لاهور، والذي يقوم أيضًا بتجميع سيارات إم جي الكهربائية جنبًا إلى جنب مع السيارات التي تعمل بالبنزين.

### جنوب شرق آسيا

#### تايلاند
يتم تجميع سيارات إم جي في تايلاند محليًا في تشونبوري بواسطة شركة سايك موتور-سي  بي المحدودة، وهي مشروع مشترك بين سايك موتور (51 بالمائة) والمجموعة التايلاندية شاروين بوكفاند (49 بالمائة). يتم توزيع سيارات إم جي في تايلاند من قبل شركة إم جي للمبيعات (تايلاند) المحدودة. ظهرت العلامة التجارية لأول مرة في البلاد في مارس 2014 في معرض بانكوك للسيارات 2014.

#### إندونيسيا
دخلت شركة إم جي موتور السوق الإندونيسية في مارس 2020. في فبراير 2024، بدأت أم جي موتور بتجميع السيارات الكهربائية في منشأة مملوكة لشركة إس جي إم دبليو موتور إندونيسيا، والتي تشمل إم جي 4 إي في و إم جي زد إس إي في.

#### الفيلبين
عملت إم جي في السوق الفلبينية في عام 2015 حتى عام 2018 تحت إشراف موريس جراجات الفلبين. من أكتوبر 2018 إلى يوليو 2023، كانت شركة شركة كوفينانت للسيارات (TCCCI) هي الموزع والمستورد لمركبات العلامة التجارية إم جي، مع شبكة مكونة من 42 وكيلًا على مستوى البلاد. في 1 أغسطس 2023، أصبحت شركة سايك موتور الفلبين (SMP)، وهي شركة تابعة لشركة سايك، الموزع والمستورد الجديد لمنتجات وخدمات إم جي، مع إجمالي 44 وكيلًا يحمل علامة إم جي في جميع أنحاء البلاد.

#### سنغافورة
وفي سنغافورة، تم تعيين مجموعة يوروكارز الموزع الرسمي لسيارات إم جي في أكتوبر 2019 وأطلقت طرازين، إم جي زد إس إي في الكهربائية وإم جي إتش إس إس يو في، في معرض سنغافورة للسيارات 2020.

## السيارات الرياضة

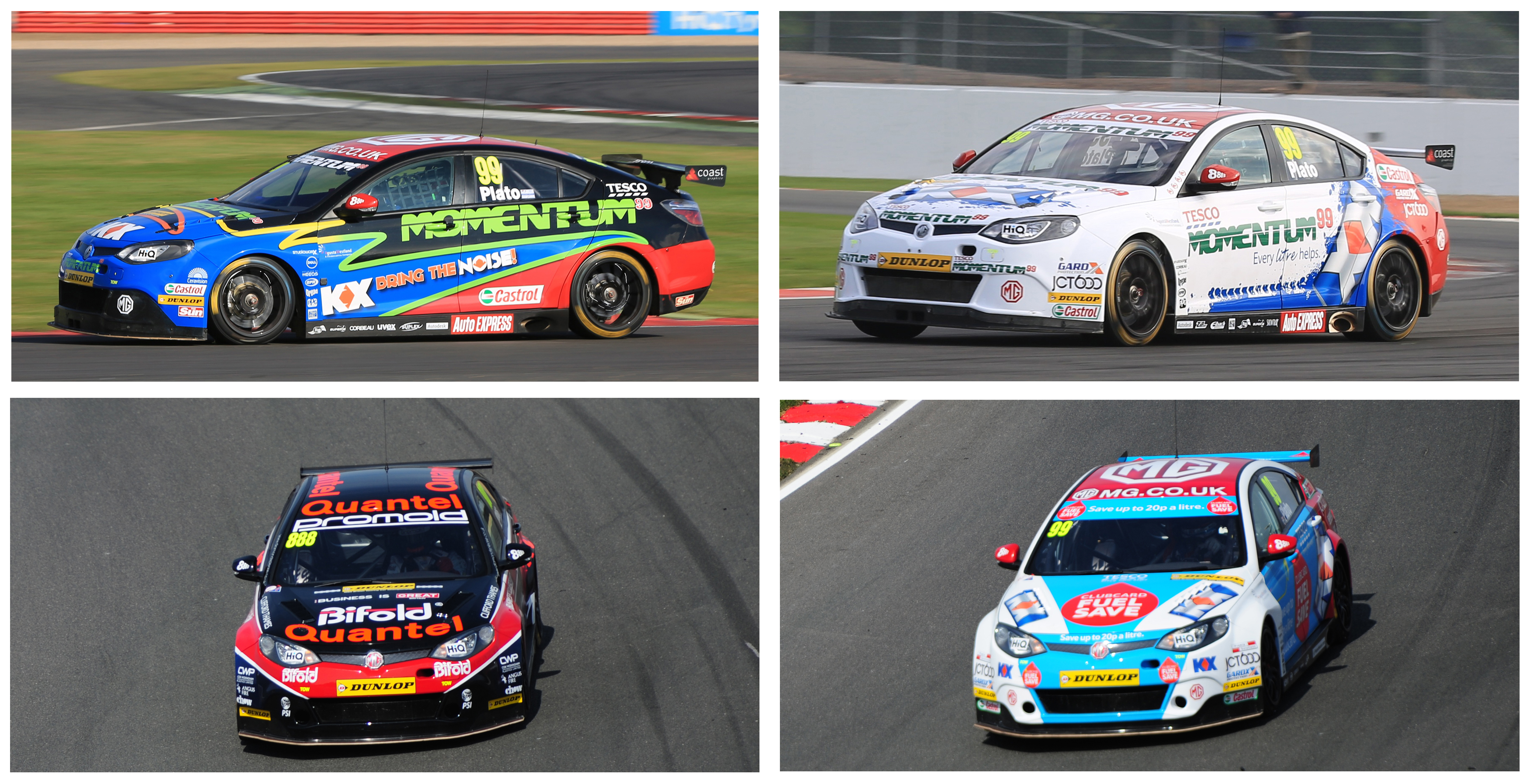
إم جي/تريبل إيت للسيارات السياحية البريطانية 2012-2014

في يناير 2012، أعلنت شركة إم جي موتور أنها ستدخل بطولة السيارات السياحية البريطانية لعام 2012 من خلال فريق سباق إم جي كي إكس مومينتوم المنشأ حديثًا. في موسم ظهوره الأول، قام الفريق بتشغيل سيارتين من طراز إم جي 6 بقيادة جيسون أفلاطون وآندي نيت . أنهى أفلاطون الموسم في المركز الثالث، ولم تقف السيارة بعد في الظروف الرطبة.

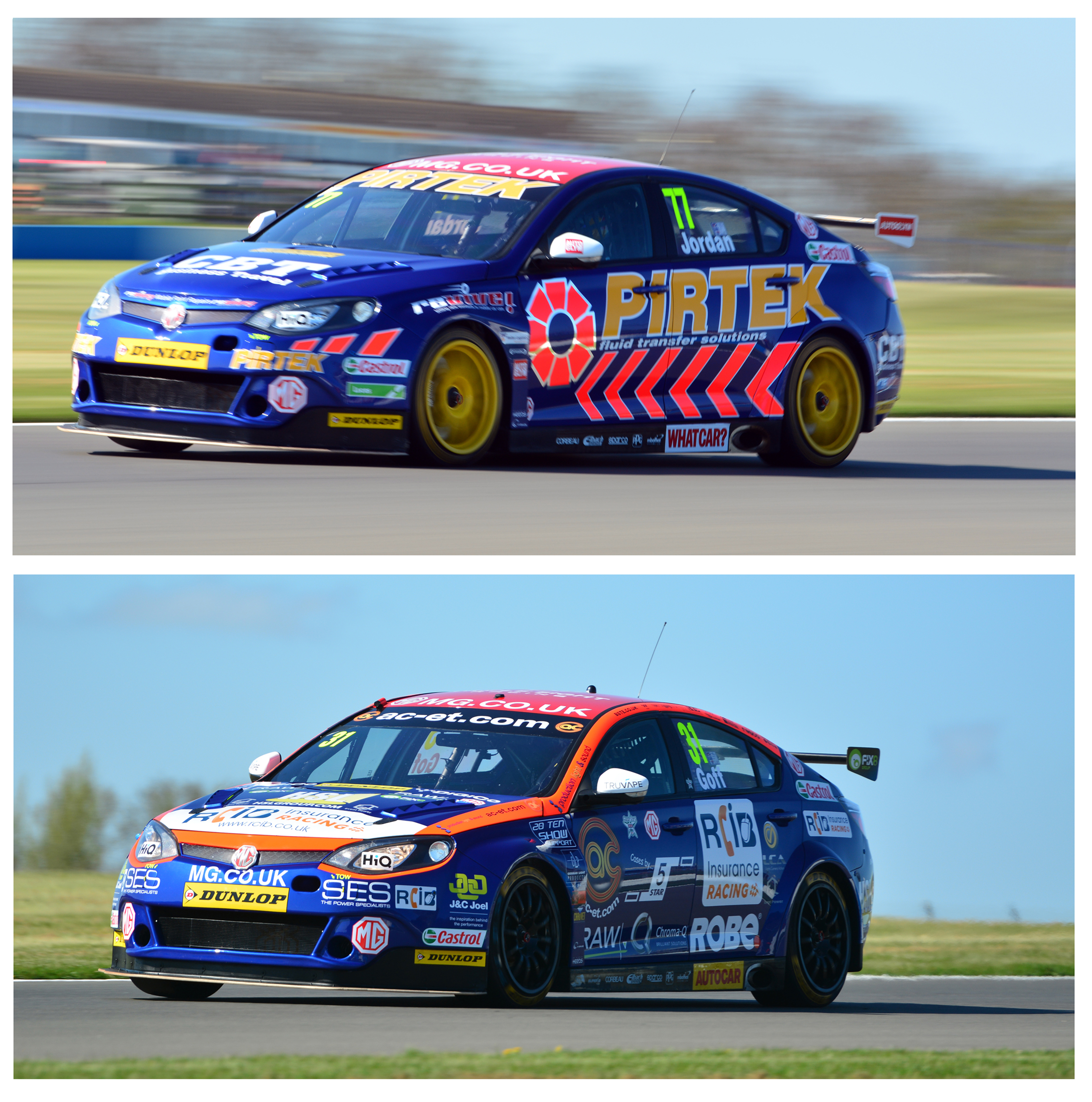
إم جي/تريبل إيت للسيارات السياحية البريطانية 2015

عاد الفريق في عام 2013، بقيادة سام توردوف، الذي كان أداؤه جيدًا في عامه الأول بعد انضمامه من خلال مخطط أكاديمية كي إكس. وجاء أفلاطون مرة أخرى في المركز الثالث، بينما جاء توردوف في المركز السادس.

إم جي/تريبل إيت للسيارات السياحية البريطانية 2016

في عام 2014، فازت إم جي ببطولة الصانعين لكسر سيطرة هوندا التي دامت أربع سنوات. وبعد ثلاث سنوات فقط من المنافسة، حسمت إم جي 6 جي تي اللقب بفارق 95 نقطة في نهائي الموسم في براندز هاتش.
حقق السائقان أفلاطون وتوردوف سبعة انتصارات و20 منصة تتويج في تقويم السباق الثلاثين. أنهى أفلاطون بطولة السائقين في المركز الثاني خلف كولن توركينجتون، بينما احتل توردوف المركز السابع. شهد موسم 2014 أيضًا ظهور سيارة إم جي 6 جي تي ثالثة على الشبكة، يقودها مارك هاينز وتتم صيانتها أيضًا بواسطة تريبل إيت ولكن بكسوة جديدة لا تشبه سيارتي إم جي الأخريين. أنهى هاينز موسمه الأول في المركز الثامن عشر.
بالنسبة لحملة 2015، كافحت إم جي لاستعادة لقب المصنعين/الصانعين بتشكيلة جديدة من السائقين. اجتمع بطل 2013 أندرو جوردان والمدفع الشاب جاك جوف في سيارة إم جي 6 ليتنافسوا ضد هوندا وبي إم دبليو وإنفينيتي على اللقب. احتلت إم جي المركز الثاني في تحدي لقب المصنعين/الصانعين، مع احتلال أندرو وجاك المركزين الخامس والتاسع على التوالي في ترتيب السائقين.
أعلنت إم جي عن تمديد عقد جديد لمدة ثلاث سنوات مع سباق تريبل إيت لحملة بي تي سي سي لعام 2016. كانت خطة الفريق هي جلب السائقين الشباب والصاعدين بهدف تنمية بطلهم خلال مدة العقد. تم الإعلان عن جوش كوك، نائب بطل كأس رينو المملكة المتحدة كليو السابق لعام 2014، والفائز بكأس جاك سيرز لعام 2015 في بي تي سي سي (جائزة أفضل مبتدئ) وأشلي ساتون، الذي تخرج إلى بي تي سي سي بعد ترك كأس رينو كليو كبطل 2015، تشكيلة جديدة لإم جي. وبعد حملة شاقة، أنهى سائقو إم جي المركزين 12 و13 على التوالي، مع حصول أش على جائزة جاك سيرز لأفضل سائق مبتدئ.
تم تقديم تشكيلة جديدة أخرى من السائقين لموسم 2017 حيث قاد آرون تايلور سميث ودانييل لويد سيارات إم جي 6. كان الموسم كارثيًا، حيث لم يحقق الفريق أي فوز أو منصة تتويج لإظهار جهودهم. غادر لويد الفريق بعد أربعة لقاءات وتم إرجاع جوش كوك للمساعدة في تحسين النتائج، بينما انسحب تايلور سميث من جولات كروفت للبطولة بعد تعرضه لحادث متعدد السيارات خلال جلسة التصفيات الرطبة على الحلبة، عانى الأيرلندي بعد ذلك، وحصل على ست نقاط أخرى فقط طوال الموسم. كان كوك في نهاية المطاف هو صاحب المركز الأعلى بين سائقي إم جي في البطولة، ولكن في المركز الثامن عشر فقط (وهذا يشمل النقاط التي حصل عليها عند القيادة لمكسيم موتورسبورت قبل العودة إلى إم جي)، وأنهى الفريق المركز الأخير بفارق كبير في ترتيب الشركات المصنعة.
قامت شركة تريبل إيت بدمج عملياتها مع سباق بي إم أر لعام 2018، وبالتالي خرجت إم جي من البطولة مرة أخرى كشركة مصنعة. استمر استخدام إم جي 6 لموسمين آخرين، أولاً بواسطة ضبط أيه إم دي في عام 2018، ثم بواسطة موتورسبورت إكسلر 8 في عام 2019، مع نجاح محدود إلى حد ما في كلا العامين.

## المبيعات
| تقويم سنوي | الصين   | المملكة المتحدة | أوروبا بما في ذلك المملكة المتحدة | الهند  | المكسيك | أستراليا | تايلاند | شيلي   | الفلبين |
| ---------- | ------- | --------------- | --------------------------------- | ------ | ------- | -------- | ------- | ------ | ------- |
| 2007       | 3,131   |                 | -                                 | -      | -       | -        | -       | -      | -       |
| 2008       | 9,361   | 133             | -                                 | -      | -       | -        | -       | -      | -       |
| 2009       | 13,785  | 374             | 374                               | -      | -       | -        | -       | -      | -       |
| 2010       | 29,216  | 282             | 285                               | -      | -       | -        | -       | -      | -       |
| 2011       | 50,191  | 360             | 362                               | -      | -       | -        | -       | -      | -       |
| 2012       | 72,516  | 782             | 787                               | -      | -       | -        | -       | -      | -       |
| 2013       | 74,684  | 504             | 513                               | -      | -       | -        | -       | -      | -       |
| 2014       | 52,217  | 2,326           | 2,326                             | -      | -       | -        | 204     | -      | -       |
| 2015       | 70,377  | 3,152           | 3,157                             | -      | -       | -        | 3,779   | -      | -       |
| 2016       | 80,389  | 4,192           | 4,194                             | -      | -       | -        | 8,319   | -      | -       |
| 2017       | 134,786 | 4,192           | 4,442                             | -      | -       | -        | 12,013  | 3,035  | -       |
| 2018       | 256,084 | 9,049           | 9,050                             | -      | -       | 3,007    | 23,740  | 5,406  | -       |
| 2019       | 269,751 | 14,061          | 14,061                            | -      | -       | 8,326    | 26,516  | 8,386  | 5,085   |
| 2020       | 297,317 | 18,415          | 25,199                            | 28,162 | -       | 15,253   | 28,316  | 10,789 | 3,542   |
| 2021       | 456,243 | 30,600          | 52,546                            | 40,273 | 8,699   | 39,025   | 31,005  | 20,846 | 6,343   |
| 2022       | 170,236 | 51,050          |                                   | 48,063 | 23,574  | 49,582   | 24,466  | 20,301 | 7,856   |
| 2023       | 99,441  | 81,289          |                                   | 49,229 | 60,128  | 58,346   | 29,176  | 11,657 | 10,110  |

## وصلات خارجية
الموقع الرسمي